# Miscanthus sinensis
A Miscanthus sinensis (japánfű) az egyszikűek (Liliopsida) osztályának perjevirágúak (Poales) rendjébe, ezen belül a perjefélék (Poaceae) családjába tartozó faj.

## Előfordulása
A Miscanthus sinensis eredeti előfordulási területe Ázsia keleti részei. Kelet-Szibéria partjaitól és Japántól délfelé, a Koreai-félszigeten, Kínán és Délkelet-Ázsián keresztül, a Fülöp-szigetekig és Indonézia északi feléig található meg.
Dísznövényként az ember betelepítette Észak- és Dél-Amerika egyes térségeibe, a Brit-szigetre, Európában Németországtól Olaszországig, Egyiptomba, Törökországba, Dél-Kaukázusba és Új-Zélandra. Ezeken a helyeken elszabadult és vadonélő állományokat hozott létre.

## Képek

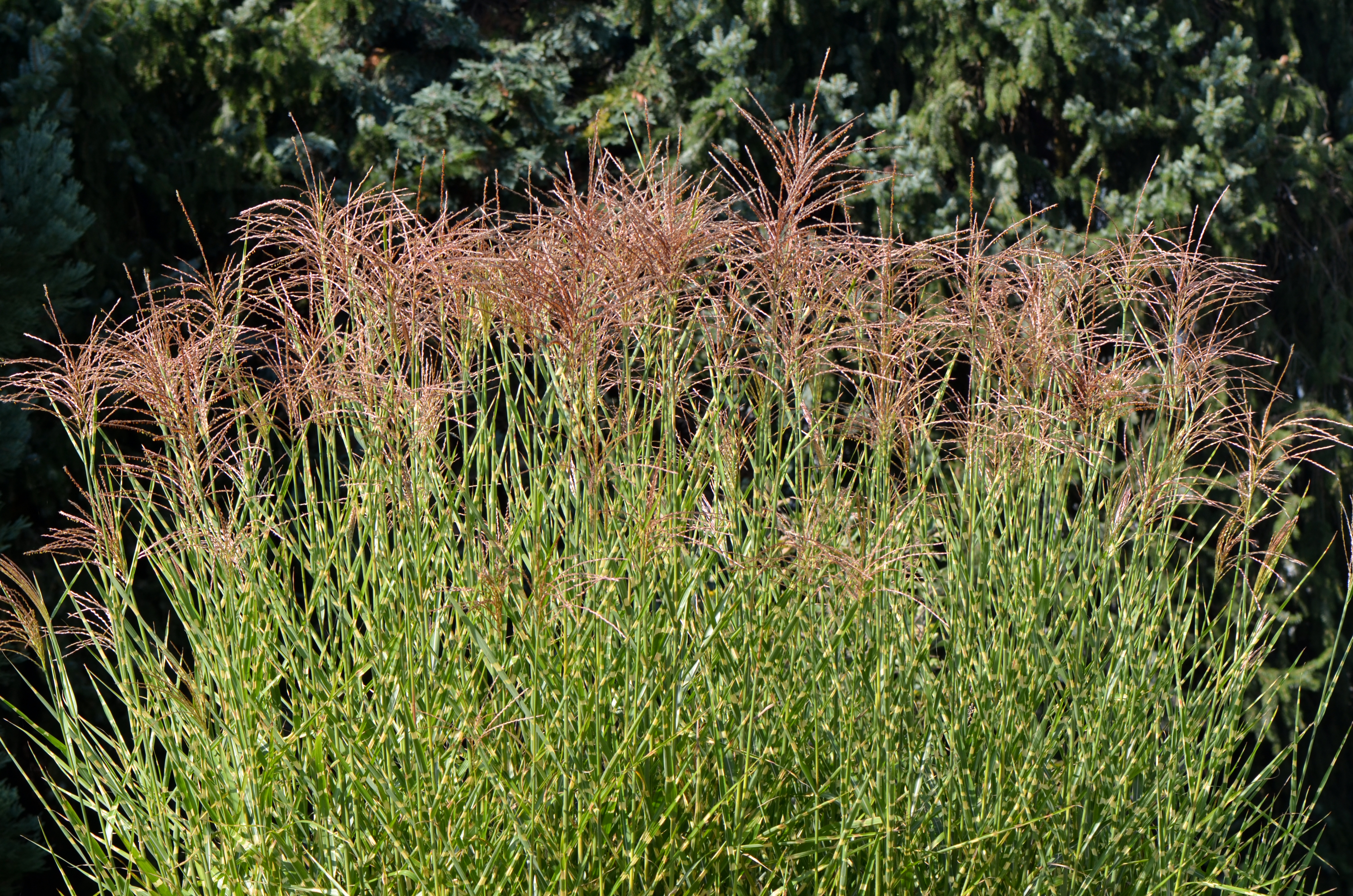
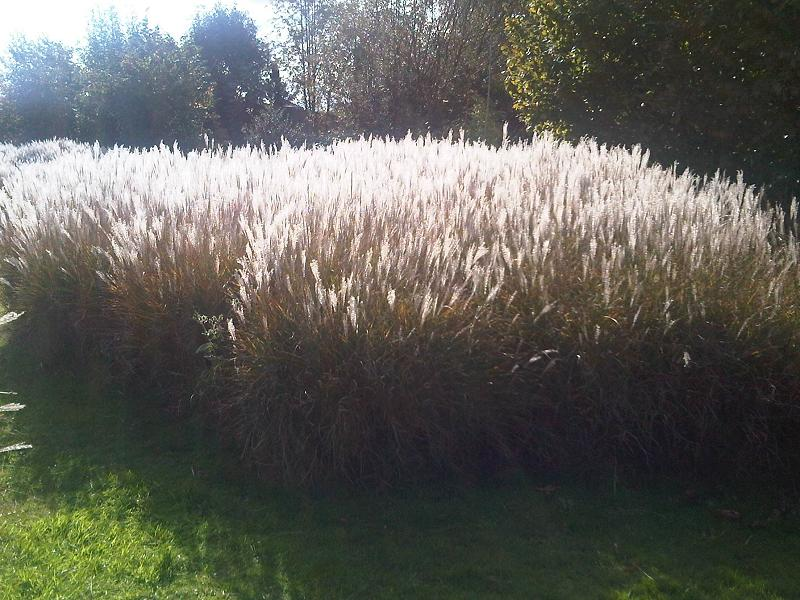
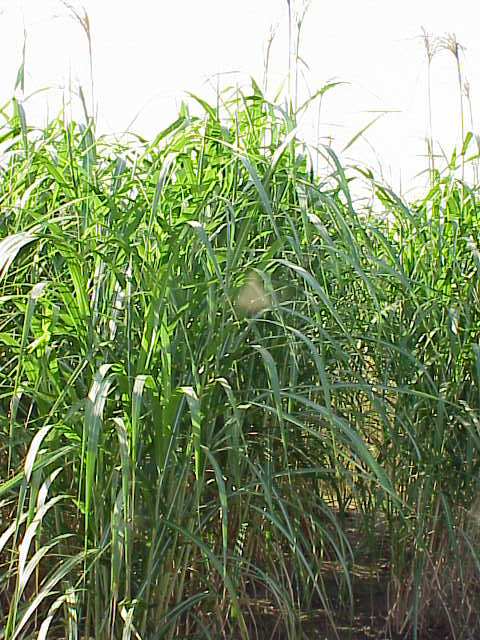
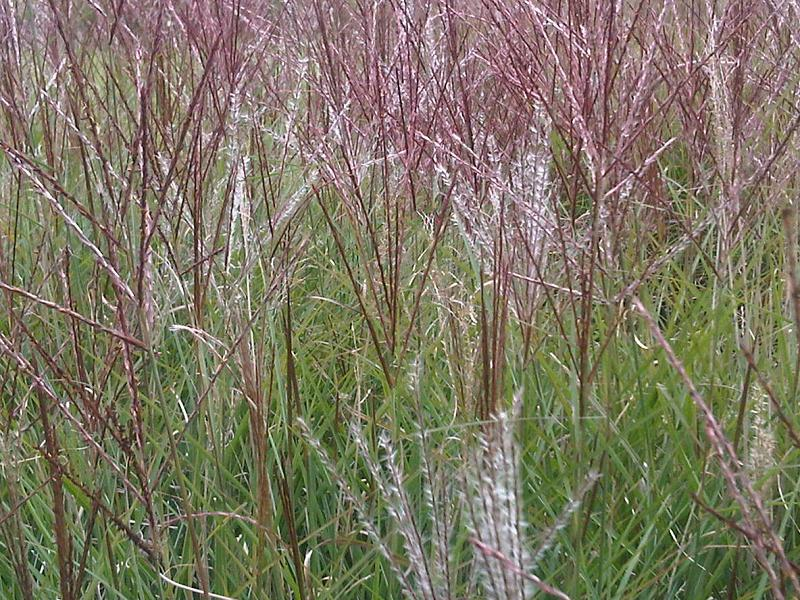
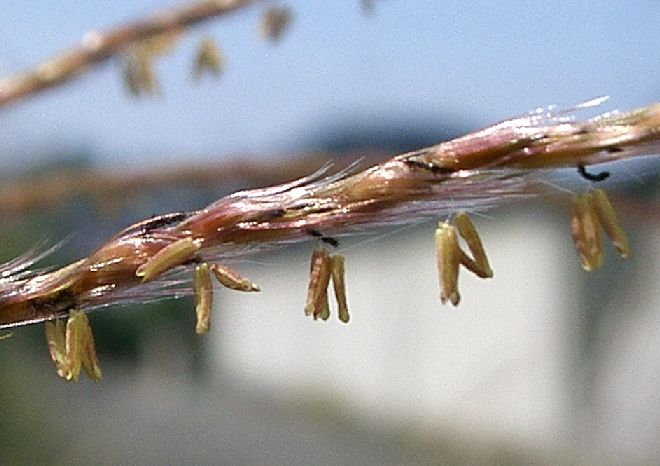

## Megjelenése
Évelő perje, melynek rövid gyöktörzse van. A szára 60-200 centiméter magas és 3-7 milliméter átmérőjű. A levelei 20-70 centiméter hosszúak és 6-20 milliméter szélesek. A virágzata 6-15 centiméter hosszú.